# MicroWiki
MicroWiki je wiki i internetska enciklopedija za mikronacije na raznim jezicima. Lansiran je 2005. Od tada je postao primarni način na koji korisnici interneta dokumentiraju pitanja povezana s mikronacijama, budući da većina ne ispunjava zahtjeve Wikipedije. Održavaju ga volonteri koji koriste softver MediaWiki. Stranica tvrdi da je „najveća enciklopedija mikronacija”. Od kolovoza 2023. na njoj se nalazi preko 210 000 stranica.
MicroWiki za svoj sadržaj koristi licencu Creative Commons. Članci pokrivaju pojedince, mikronacije, vladine agencije ili druge teme povezane s mikronacijama. Stranica ima forume za rasprave vezane uz mikronacije na Discordu.

## Vanjske poveznice
- Službena stranica